# Plecoptera oculata
Plecoptera oculata là một loài bướm đêm trong họ Erebidae.